# 佐藤和男 (法学者)
佐藤 和男（さとう かずお、1927年 - ）は日本の法学者。国際法専攻。青山学院大学名誉教授。大平善梧らとともに国際経済法学を提唱し、植草学園短期大学学長、国際経済法学会理事、日本会議代表委員、世界平和教授アカデミー常任理事等を歴任。第1回安達峰一郎記念賞受賞。

## 概略
東京に生まれる。府立第六中学校（現東京都立新宿高等学校）を経て、1945年海軍兵学校（75期）卒業、1952年東京商科大学（現一橋大学）卒業後、一橋大学特別研究生となる。大平善梧の指導を受けた。1970年、いずれも大平門下である皆川洸、細谷千博、秌場準一が審査員となり、一橋大学法学博士の学位を取得。
拓殖大学助教授を経て、1959年国際連合本部特別研究員。拓殖大学政経学部教授を経て、1969年明治学院大学経済学部教授。1974年定年退職した大平の後任として青山学院大学法学部教授となる。のち同大学名誉教授の称号を受けた。1999年植草学園短期大学特任教授、2002年同学長。
1968年『国際経済機構の研究』で第1回安達峰一郎記念賞受賞。大平善梧、丹宗暁信とともに国際経済法学を提唱。日本会議代表委員、興亜観音を守る会、憲法学会監事、世界法学会理事、国際経済法学会理事を歴任。

## 人物

### 統一教会との関係
- 佐藤は統一教会の関連団体「世界平和教授アカデミー」の常任理事、統一教会の関連団体「教科書正常化国民会議」理事を務めていた[10][11][12]。
- 佐藤は、1974年12月19日に「世界平和教授アカデミーアジア会議実行委員会」が主催し、サンケイ新聞社が後援したイベント「第三回アジア国際会議」に参加した[13]。「第三回アジア国際会議」には、統一教会幹部の松下正寿らが参加した[13]。
- 佐藤は世界平和教授アカデミーの機関紙『季刊アカデミー』1976年4月号に寄稿した[14]。
- 佐藤は世界平和教授アカデミーの機関紙『季刊アカデミー』1976年7月号に寄稿した[15]。寄稿した記事の中で、佐藤はゼミナールの学生十数人を引率して訪韓し、朝鮮半島の歴史について李夕湖から学んだことについて記述した[15]。
- 1977年1月、佐藤は統一教会の関連団体「防衛問題懇談会」が主催するシンポジウム「一九九七年の北東アジアの安全保障を考える――朝鮮半島を中心にして」に参加した[16]。シンポジウムには統一教会幹部の松下正寿や、日韓トンネル研究会顧問の福田信之らも参加した[16]。
- 佐藤は世界平和教授アカデミーの機関紙『季刊アカデミー』1977年7月号に寄稿した[17]。
- 1977年7月、佐藤は世界平和教授アカデミーが主催し、統一教会の関連団体「世界日報」やサンケイ新聞社が後援するイベント「第八回世界平和に関する国際会議」に参加した[18][19]。イベントには統一教会幹部の松下正寿や福田信之らが参加した[19]。
- 1977年10月8～10日に世界平和教授アカデミーが主催したイベント「ナショナル・ゴール研修中間報告会」で、佐藤や松下正寿はあいさつをした。佐藤はこのイベントで実行委員長を務めた[20]。
- 佐藤は世界平和教授アカデミーの機関紙『季刊アカデミー』1978年4月号に「学生たちの見た現在の韓国」という記事を寄稿した[21]。記事の中で、佐藤が指導する青山学院大学国際法ゼミナールを中心とする学生23名を引率し、9日間の韓国一周研修旅行をしてきたことと、前年度にも同様な旅行を実施したことについて記述した[21]。佐藤はこの旅行中に統一教会の関連団体「日韓トンネル研究会」顧問の尹世元と学生たちを引き合わせていた[21][22]。
- 佐藤は世界平和教授アカデミーの機関紙『季刊アカデミー』1978年10月号に寄稿し、『季刊アカデミー』の巻末の編集ノートで巻末挨拶をした[23][18]。
- 佐藤は、1978年11月に統一教会の関連団体「科学の統一に関する国際会議（ICUS）」が主催したイベント「第七回科学の統一に関する国際会議」に参加した[24]。イベントには松下正寿らが参加した[24]。
- 佐藤は世界平和教授アカデミーの機関紙『季刊アカデミー』1979年1月号に寄稿した[25]。
- 1980年5月に佐藤が翻訳した著書が世界日報社から出版された[26][27]。
- 1980年12月に世界平和教授アカデミーが主催したイベント「第二回学際研究会議」に佐藤は松下正寿や福田信之らとともに参加した[28]。
- 1982年10～12月に世界平和教授アカデミーが主催した「ソ連・東欧研究公開講座」で佐藤は講演をした[29]。
- 佐藤は世界平和教授アカデミーの機関紙『知識』1985年3月号に、那須聖著「『牢獄の救世主』――獄中の文鮮明師を訊ねて」（善本社）の論評を掲載した（文鮮明は統一教会の創始者）[30]。佐藤は論評の中で、『本書の主人公たる文鮮明氏について「彼は、なんといっても救世主である」と断じ（二一五頁）、「自分が神の心情と一体となっているだけでなく、神から与えられた啓示を自ら解釈して統一原理を創り、さらにイエス・キリスト、釈迦などの承認を得た上で、これによって人類を原罪以前の水準に引き上げて、地上に神が願っておられる天国を築く努力を全身全霊でもってなし遂げつつある人を救世主であると呼ぶべきであろう。このような意味の救世主は世界歴史を通してイエス・キリスト、マホメット、釈迦、モーセなど三、四人しかいなかった。しかし文鮮明師は彼らよりももっと徹底した霊能力をもった幅の広い救世主である（二一六頁）と力説している』『読者は、本書によって、現在米国の獄中にある文氏の神わざ的ともいうべき事績とその歴史的意義を、感銘深く知ることができよう』と絶賛した[30]。

## 著書
- 『国際連合の低開発国援助』アジア経済研究所, 1962
- 『国際経済機構の研究』新生社 1967
- 『国際法現代文献解説』新生社 1967
- 『憲法九条・侵略戦争・東京裁判』原書房 1985

### 編・監修
- 『国際投資の法的保護』編 (アジア経済調査研究双書 アジア経済研究所 1968
- 『世界がさばく東京裁判 85人の外国人識者が語る連合国批判 改訂版』監修 明成社 2005

### 翻訳
- 板垣与一編『アメリカの対外援助 歴史・理論・政策』日本経済新聞社 1960
- R.A.フォーク編『ベトナム戦争と国際法 アメリカの軍事介入の合法性に関する分析』新生社 1968
- マイケル・ハドソン『新国際経済秩序 世界経済の亀裂と再築』世界日報社 1980
- デニス・マクシェーン『ポーランド自主労働組合連帯 体制への挑戦』日本工業新聞社 1983
- ゲオルク・エルラー『国際経済法の基本問題』嵯峨野書院 1989